# Беран, Криста
Криста Беран, (нем. Christa Beran, урождённая Деннер; 1922—1992) — австрийская христианка, получившая звание «Праведник народов мира» за помощь еврейской женщине Эдит Хан Беер в годы Холокоста. Одна из 115 праведников мира в Австрии.

## Биография
Беран родилась в Вене в Австрии в 1922 году. Имя при рождении — Криста Деннер. Криста была одной из двух дочерей в семье, её мать была из Белоруссии.
В июне 1942 года её соседка и ровесница еврейского происхождения Эдит Хан Беер получила приказ явиться в гестапо. Зная, что Эдит Хан может быть отправлена в концентрационный лагерь, Деннер и несколько её друзей укрывали её в своих домах.
Однако, с течением времени, группе становилось все труднее обеспечивать пропитание для Эдит Хан, и был разработан план побега из Вены. В июле 1942 года Деннер передала ей свои собственные документы, удостоверяющие личность, и продовольственные карты Хан, позже сообщив в полицию что документы утеряны. Эдит отправилась в Германию под именем Криста Деннер, где работала медсестрой и в 1943 году вышла замуж за немца Вернера Феттера. При этом Криста смогла выйти замуж за своего друга детства Ханса Берана только после окончания войны потому, что её документами пользовалась Эдит.
Эдит выжила и впоследствии опубликовала книгу воспоминаний под названием «Жена немецкого офицера».
В 1985 году Криста Беран была признана израильским Институтом Катастрофы и героизма «Яд ва-Шем» одной из «праведников народов мира», и её имя было добавлено на «Стену почёта» в память о её заслугах.
Умерла в декабре 1992 года.